# Bernd Lohse
Bernd Lohse (* 5. Oktober 1911 in Dresden; † 26. Januar 1996 in Burghausen) war ein deutscher Fotograf, Bildreporter und Publizist.

## Leben und Wirken
Geboren als Sohn eines Lehrers studierte Lohse zunächst Geschichte und Publizistik in Berlin. Er arbeitete dann vor 1939 viel als Auslandsreporter (u. a. Reportagen über Frankreich oder Schottland) für Zeitschriften wie die Berliner Illustrirte Zeitung. Bereits etwa 1937 fotografierte er auch in Farbe.
Während des Zweiten Weltkriegs arbeitete Lohse als Bildberichter einer Propagandakompanie. Unter anderem begleitete er im Juli 1943 eine Einheit von Tiger-Panzern im Unternehmen Zitadelle mit der Fotokamera. Weitere Fotos aus diesen Jahren zeigen den Bau von U-Boot-Bunkern an der französischen Küste. Nach dem Beginn des Krieges gegen die Sowjetunion 1941 wurden auch wiederholt Reportagen mit antibolschewistischer Zielrichtung von ihm veröffentlicht.
1947 wurde Lohse einziger Redakteur der ersten Fotozeitschrift der Nachkriegszeit Foto-Spiegel (seit 1949 „Photo-Magazin“). Zugleich arbeitete er weiterhin als Fotoreporter. 1951 besuchte er als erster deutscher Reporter nach dem Krieg Japan und fotografierte unter anderem in Hiroshima. Weitere Reportagen führten ihn nach Kanada und Australien. In den 1950er und 1960er Jahren arbeitete Lohse auch als Fotograf von Werken alter Kunst und seine Bilder wurden in zahlreichen Kunstbänden publiziert. Seine Tätigkeit als Reporter gab er Mitte der 1950er Jahre zugunsten publizistischer Tätigkeit auf. In der Folge war er einige Jahre Herausgeber der Zeitschrift „photoblätter“. Von 1973 bis 1976 leitete Lohse die Sektion „Photomuseen“ innerhalb der Deutschen Gesellschaft für Photographie. In dieser Eigenschaft förderte er die Erforschung der Geschichte der Fotografie und publizierte auch selbst fotohistorische Beiträge. 2005 wurden seine Japan-Fotos von 1951 im Museum Showa-kan in Tokio gezeigt. Teile seines Nachlasses befinden sich im Bildarchiv Preußischer Kulturbesitz in Berlin.

## Rezeption
Bernd Lohse war Photograph, Publizist, Photohistoriker und Chefredakteur mehrerer Photozeitschriften sowie Buchproduzent und Nestor der deutschen Nachkriegsphotographie.
Besonders bedeutend waren seine Reisereportagen und später seine fotopublizistische Arbeit. Als einer der ersten forderte er, dass Fotografiegeschichte mehr sein müsse als eine Geschichte der technischen Entwicklung des Mediums und auch dessen kulturelle Bedeutung und Entwicklung darstellen solle.

## Auszeichnungen
- 1931 – Erster Preis im Internationalen Photowettbewerb Zeiss Ikon[5]

## Fotobände
- Harald Busch, Bernd Lohse: Baukunst der Gotik in Europa. Frankfurt am Main 1958.
- Gerhard Bechthold, Bernd Lohse (Hrsg.): Unsere Heimat. Das Revier. Landschaft, Natur, Kunstdenkmäler im Umkreis des Ruhrgebiets. Frankfurt am Main 1958.
- Harald Busch, Bernd Lohse: Buildings of Europe. New York 1959.
- Harald Busch, Bernd Lohse (Hrsg.): Baukunst der Romanik in Europa, Text: Hans Weigert, Umschau Verlag, Frankfurt am Main 1959.
- Harald Busch, Bernd Lohse: Baukunst der Renaissance in Europa. Frankfurt am Main 1960.
- Harald Busch, Bernd Lohse: Baukunst des Barock in Europa. Frankfurt am Main 1961.
- Harald Busch, Bernd Lohse: Barock-Plastik in Europa. Frankfurt am Main 1964.
- Menschen wie du und ich – in der Welt von gestern. Bernd Lohse 1935–1953. Ausstellungs-Katalog. Museum Ludwig Köln 1989. Mit einem Vorwort von Siegfried Gohr und Texten von Reinhold Mißelbeck, Fritz Kempe und anderen.
- Jay Ruby (Hrsg.): Images of the U.S.A. 1920–1940: Three European Photographers: Emil O. Hoppe, Harald Lechenperg, Bernd Lohse. Ausstellungs-Katalog. Philadelphia 1985.

## Fotografiepublizistische Arbeit
- Mit der Kamera durch die Welt. In: Das deutsche Lichtbild. Jahresschau 1955, S. 31–42.
- Georg Basner, Bernd Lohse, Niels Reuter: photographie heute. Frankfurt am Main 1958.
- Felix H. Man und die Anfänge des modernen Bildjournalismus. In: Der Bildjournalist. 4, 1965.
- (Hrsg.): Hugo Erfurth 1874–1948. Der Fotograf der goldenen zwanziger Jahre. Heering, Seebruck am Chiemsee 1977, ISBN 3-7763-5130-6.
- Christian Brandstätter (Hrsg.): Lothar Rübelt – Sport. Die wichtigste Nebensache der Welt. Dokumente eines Pioniers der Sportphotographie 1919–1939. Vorwort von Bernd Lohse. Molden, Wien 1980.
- Glanzlichter der Photographie. 30 Jahre photokina Bilderschauen. Das imaginäre Photo-Museum. Film als Kunst und Dokument. Mit einer Einführung von Bernd Lohse. Katalog Kölner Kunstverein 1980, ISBN 3-217-00990-8.

- Wulf Ligges: Landschaften. Mit einer Einführung von Bernd Lohse. DuMont, Köln 1982, ISBN 3-7701-1444-2.